# 星山忠弘
星山 忠弘（ほしやま ただひろ、1974年6月12日 - ）は、兵庫県宝塚市出身の元プロ野球選手（投手）。

## 来歴・人物
中学時代は宝塚シニアで、後にドラフトで一緒に入団する今岡誠と同期だった。江の川高校（現・石見智翠館高等学校）では3年春の県大会優勝し、中国大会初戦では早鞆高等学校の玉峰伸典と投げ合って6回コールド完封勝利してベスト4、夏の県大会は準優勝。日本文理大学では1、3、4年秋に九州地区大学野球トーナメントで優勝を経験したが全国出場はなし。
1996年ドラフト4位で阪神に入団。
初登板のヤクルト戦こそ制球を乱し炎上するが残り2試合は好投、来期への飛躍をうかがわせる。
しかし、その矢先1998年に右肘靭帯断裂、1999年には黒潮リーグで登板中に右上腕骨骨折、2000年のリハビリ中の春季キャンプではキャッチボール中に右肘剥離骨折と相次ぐ大怪我に泣き、同年に現役引退。プロでの一軍登板は、初年度の3試合に留まる。
引退後は大阪で不動産会社に勤務している。

## 詳細情報

### 年度別投手成績
| 年 度     | 球 団     | 登 板 | 先 発 | 完 投 | 完 封 | 無 四 球 | 勝 利 | 敗 戦 | セ 丨 ブ | ホ 丨 ル ド | 勝 率 | 打 者 | 投 球 回 | 被 安 打 | 被 本 塁 打 | 与 四 球 | 敬 遠 | 与 死 球 | 奪 三 振 | 暴 投 | ボ 丨 ク | 失 点 | 自 責 点 | 防 御 率 | W H I P |
| --------- | --------- | ----- | ----- | ----- | ----- | -------- | ----- | ----- | -------- | ----------- | ----- | ----- | -------- | -------- | ----------- | -------- | ----- | -------- | -------- | ----- | -------- | ----- | -------- | -------- | ------- |
| 1997      | 阪神      | 3     | 0     | 0     | 0     | 0        | 0     | 0     | 0        | --          | ----  | 12    | 2.1      | 1        | 0           | 5        | 0     | 0        | 1        | 0     | 0        | 3     | 3        | 11.57    | 2.57    |
| 通算：1年 | 通算：1年 | 3     | 0     | 0     | 0     | 0        | 0     | 0     | 0        | --          | ----  | 12    | 2.1      | 1        | 0           | 5        | 0     | 0        | 1        | 0     | 0        | 3     | 3        | 11.57    | 2.57    |

### 記録
- 初登板：1997年9月26日、対ヤクルトスワローズ25回戦（明治神宮野球場）、6回裏に3番手で救援登板、1/3回を3失点
- 初奪三振：1997年10月10日、対横浜ベイスターズ25回戦（阪神甲子園球場）、9回表に永池恭男から

### 背番号
- 65 （1997年 - 2000年）